# Planet 51
Planet 51 (anteriormente Planeta 51 en Hispanoamérica) es una película de animación dirigida por Jorge Blanco y escrita por Joe Stillman, guionista de Shrek. Producida por Ilion Animation Studios y con un presupuesto de 60 millones de dólares, su distribución en Estados Unidos la realizó Sony Pictures a través de su división TriStar, con fecha de estreno de 13 de noviembre de 2009 (20 de noviembre en España). Es la mayor producción cinematográfica que se ha realizado en España hasta la actualidad, y la película española más taquillera en 2009 a nivel mundial, proyectada en 3500 salas de EE. UU. y 17.000 en el resto de 170 países.
Pyro Studios, empresa de videojuegos madrileña y fundadora de la productora de la película Ilion Animation Studios, realizó un videojuego sobre la misma que fue lanzado simultáneamente.

## Argumento
En el Planeta 51, personas verdes con antenas (parecidas a los tentáculos del caracol) y orejas puntiagudas viven pacíficamente en una sociedad reminiscente de la década de 1950 de los Estados Unidos. En la ciudad de Glipforg, Eckle esta en el cine viendo Humaniacs pero su madre lo interrumpe porque no le gusta que vea esas películas, mientras tanto Lem (Justin Long) es un adolescente con un nuevo trabajo a tiempo parcial en el planetario local y enamorado de su vecina Neera desde hace mucho tiempo. Su mejor amigo es Skiff (Seann William Scott), un gran seguidor de las películas de los «Humaniacos».
En una barbacoa que la familia de Lem está llevando a cabo para el vecindario, Lem trata de pedirle a Neera una cita, pero su amigo hippie, Glar, interrumpe una y otra vez con sus canciones de protesta.
Una misteriosa nave espacial entra en órbita alrededor del Planeta 51 y envía una señal. Abajo en el Planeta 51, bajo una base secreta del ejército llamado «Base 9» (su versión del «Área 51»), hay un sótano lleno de artefactos de la Tierra, incluyendo satélites robóticos perdidos lanzados por los EE. UU. y la Unión Soviética. La señal de la nave espacial activa a «Rover», una sonda de prueba de inteligencia artificial (IA) sobre ruedas. Rover se escapa, empeñada en completar su misión para encontrar a los astronautas desaparecidos. El Ejército Planetario entra en sospechas después del escape de Rover y comienza a investigar.
En la barbacoa, la nave misteriosa aterriza en el patio trasero, y el astronauta de la NASA Charles "Chuck" Baker (Dwayne Johnson) emerge de ella. Mientras Chuck planta la bandera de EE. UU. en el suelo del planeta, pisa un "patito de goma" que alguien dejó en el suelo. Todo el mundo mira, y Chuck intenta volver a su módulo, pero Eckle se interpone en su camino, ávido de un autógrafo. Conmocionado cuando se da cuenta de que está en un planeta habitado, Chuck corre alrededor salvajemente y se esconde en el planetario mientras que el Ejército llega a la escena.
El General Grawl (Gary Oldman), del Ejército Planetario, consulta al Profesor Kipple (John Cleese) sobre el "invasor alienígena". El Ejército pone en cuarentena el área y pide a los ciudadanos iniciar una fuerza local de "defensa civil" para impedir que los ciudadanos se conviertan en zombis.
En el planetario, Lem descubre el lugar de escondite de Chuck, y ambos descubren que hablan el mismo idioma. Dándose cuenta de que este "alienígena" no es una amenaza, Lem decide ayudar a Chuck, escondiéndolo en su habitación por la noche. Rover encuentra Chuck, que está muy feliz de verla.
Mientras el General y sus hombres buscan en el cuarto de Lem, el grupo se cuela de nuevo en el Planetario con Chuck, quien le dice a Lem que él tiene "asunto correcto". Chuck también le muestra a Lem la estrella alrededor de la cual orbita la Tierra y cómo el universo es mucho más grande de lo que Lem había pensado, y que había 1000 estrellas en un universo de 500 millas de largo.
A la mañana siguiente, el Ejército transporta el módulo de Chuck a un lugar secreto.
Lem y Skiff tienen una idea. La noche siguiente es el estreno de una nueva película de los "Humaniacos"; y Lem, Skiff y Chuck asisten vestidos con trajes como fanáticos de la película. Chuck presenta algo de música nueva como parte del concurso y le enseña a Lem a bailar. Las cosas van bien hasta que llega Rover: sobreviene el caos. El General Grawl llega y señala que la insignia de la bandera los Estados Unidos en el uniforme de Chuck es un claro indicativo de que él no es un "local".
Chuck es capturado y desenmascarado. Cuando Lem trata de evitar que se lo lleven lejos, el General Grawl etiqueta a Lem como zombi, y el profesor Kipple anuncia que va a llevar a cabo una disección del cerebro de ambos. Para proteger a Lem, Chuck pretende "liberar" a este de su control. Lem es proclamado un héroe, y Chuck y Rover son encerrados en vehículos blindados y transportados fuera de allí.
En la Base 9, el General Grawl, interroga a Chuck, y un disparo accidental inicia una complicada reacción en cadena con los soldados disparándose unos a otros. El General Grawl piensa Chuck se resiste a sus exigencias y aprueba que el profesor Kipple inicie la disección del cerebro de Chuck.
Lem obtiene nuevamente su puesto de trabajo en el Planetario y se le permite hablar sobre el incidente en la televisión, pero verdaderamente no puede aceptar el honor. Se siente muy mal por Chuck y decide hacer lo correcto. Mientras él está colocando el cableado de un coche, Neera, Skiff y Eckle se reúnen con él para ir a rescatar a Chuck. Los adolescentes saben que la suerte está de su lado cuando Rover les muestra en las cercanías de la ciudad -que él desenroscó los tornillos que mantenían ensamblado el vehículo blindado en el que fue encarcelado.
Rover sigue el rastro de Chuck que los lleva a una gasolinera abandonada en el desierto. Miran a su alrededor, y Skiff ve una botella de Coca-Cola en un viejo refrigerador. Cuando la trata de abrir se abre la entrada a la Base 9. Lem hace que Glar distraiga a los soldados que vigilan la base con su grupo de protesta, mientras el resto de ellos husmean en la base.
Encuentran Chuck atado a una mesa de laboratorio, y al profesor Kipple listo para extraerle el cerebro. Lem y sus amigos irrumpen a través del techo, mientras que Rover ahuyenta a los científicos, técnicos y guardias. Liberan Chuck, pero desconectan las alarmas.
Rover ayuda al grupo a buscar la nave de Chuck, que estaba en un hangar, pero el General Grawl advierte que, si el "alienígena" trata de salir, el hangar explotará. El "alienígena" trata de salir, y en la explosión resultante, el General queda inconsciente, y la mayoría de los soldados huyen. Los adolescentes y Rover entran en el módulo mientras Chuck rescata al General del fuego.
Chuck pilota la nave hasta entrar en órbita alrededor del planeta, lo que permite a los adolescentes experimentar el espacio exterior. Skiff y Eckle disfrutan de la ingravidez, el general Grawl se da cuenta de que Chuck no le ha convertido en un zombi, y Lem le pide una cita a Neera.
Chuck pilota el módulo de regreso a la superficie del planeta, y, aunque los soldados están listos para disparar sobre cualquiera que se asome, el General los detiene. Finalmente, los habitantes de Planet 51 se dan cuenta de que Chuck es inofensivo. Chuck permite a Rover quedarse con Skiff y dice adiós a Planet 51.
Después de los créditos, el profesor Kipple surge de una tapa de alcantarilla y se enfrenta a dos antiguos pacientes que lo arrastran fuera, y le dicen que le va a "encantar" la cirugía cerebral. Chuck apaciblemente deja Planet 51, acompañado del perro de una señora, que se había colado a bordo de su nave.

## Reparto
Aunque la película sea de producción española, la versión original es en inglés ya que la sincronización labial se hizo utilizando el audio inglés.
| Personaje                     | Voz original (inglés) | Actor de doblaje (español de España) | Actor de doblaje (Español de Latinoamérica]) |
| ----------------------------- | --------------------- | ------------------------------------ | -------------------------------------------- |
| Captain Charles "Chuck" Baker | Dwayne Johnson        | Eduard Farelo                        | William Levy                                 |
| Lem                           | Justin Long           | Roger Isasi-Isasmendi                | Héctor Emmanuel Gómez                        |
| Neera                         | Jessica Biel          | Nuria Trifol                         | Gaby Ugarte                                  |
| General Grawl                 | Gary Oldman           | Camilo García                        | Rubén Moya                                   |
| Skiff                         | Seann William Scott   | Luis Posada                          | Gerardo García                               |
| Profesor Kipple               | John Cleese           | Juan Fernández                       | Jesse Conde                                  |
| Glar                          | Alan Marriott         | Ivan Labanda                         | Arturo Mercado Jr.                           |
| Eckle                         | Freddie Benedict      | Kai Stroink                          | Irving Corona                                |
| Soldado Vesklin               | Mathew Horne          | Jordi Pons                           | Marco Antonio Regil                          |
| Soldado Vernkot               | James Corden          | Ramón Canals                         | Raúl Araiza Herrera                          |
| Mailman, el cartero           | Lewis Macleod         | Juan Antonio Soler                   | Luis Alfonso Mendoza                         |

## Distribución
En el año 2007, la distribuidora en Estados Unidos iba a ser New Line Cinema, sin embargo, TriStar Pictures se convirtió en el hogar de la película después de que New Line Cinema les vendiera los derechos a través de Sony Pictures.
La película se estrenó en Estados Unidos el 20 de noviembre de 2009. Una semana después, el 27 de noviembre de 2009, se estrenó en España, donde fue distribuida por DeAPlaneta.

## Recepción

### Respuesta de la crítica
Rotten Tomatoes reportó que el 22% de los críticos le dio a Planeta 51 reseñas positivas sobre la base de 108 reseñas con un puntaje promedio de 4.2/10. El consenso del sitio dice: "Planeta 51 desperdicia una premisa interesante con una historia demasiado familiar, personajes tipo, y un humor que alterna entre lo curioso y lo potencialmente ofensivo". Metacritic le dio un puntaje de 39, indicando "reseñas generalmente desfavorables", basándose en 21 reseñas."
Adam Markovitz de Entertainment Weekly clasificó la película con una B, ya que "otorga unas pocas sorpresas placenteras, incluyendo una historia inteligente". Roger Ebert del Chicago Sun-Times le dio 2 estrellas y media de 4 y positivamente habló de la película siendo "perfectamente placentera como entretenimiento infantil, aunque pervasiva con referencias populares a los años 50 estadounidenses." Sin embargo, algunos críticos como Markovitz, Steven Rea del Philadelphia Inquirer, y Brian Miller de The Village Voice reconocieron a Planeta 51 como "un E.T. en reversa".

## Premios
XXIV edición de los Premios Goya
| Categoría              | Persona               | Resultado |
| ---------------------- | --------------------- | --------- |
| Película de animación  | Película de animación | Ganadora  |
| Mejor canción original | Tom Cawte             | Nominado  |

65.ª edición de las Medallas del Círculo de Escritores Cinematográficos
| Categoría         | Persona      | Resultado |
| ----------------- | ------------ | --------- |
| Premio revelación | Jorge Blanco | Ganador   |